# Vincent Gagnier
Vincent Gagnier est un skieur professionnel canadien, spécialiste du ski freestyle. Il est né le 21 juillet 1993 à Victoriaville.

## Biographie
Né en 1993 à Victoriaville au Québec, Vincent Gagnier commence à skier dès l'âge de 2 ans. À 9 ans, il reçoit ses premiers skis « twin-tips », conçus pour la pratique du freestyle, et se lance en compétition dès l'âge de 13 ans, et participe notamment à l'US Open et à l'Aspen Open. Il suit les traces de ses grands frères, Antoine et Charles, ce dernier ayant lui-même remporté l'épreuve de slopestyle au cours des X Games de 2005. Ce sont ses frères qui ont inspiré son style mettant l'accent sur la créativité. En effet, Vincent Gagnier cherche à effectuer des figures « que personne n’avait vues avant ». Il participe pour la première fois aux X Games en 2013 et arrive en 7e place. Un an plus tard, il y remporte sa première médaille en arrivant deuxième à l'épreuve de big air. En avril 2014, lors du tournage d'une vidéo pour l'un de ses sponsors, il est victime d'une chute et se brise une vertèbre thoracique, le forçant à rester plusieurs mois en rééducation, sans pouvoir s'entraîner ou participer à des compétitions. En 2015 il participe à nouveau aux X Games et remporte cette fois ci la médaille d'or en big air.
Comme son frère Charles, Vincent Gagnier est connu pour son style unique et novateur, préférant exécuter des figures créatives et inédites plutôt que des figures jugées difficiles, comme des triples sauts périlleux. Il est notamment connu pour avoir inventé une figure, le « venom », qui consiste à croiser les skis en l'air et à saisir chacun d'eux en mute.
Il compte par ailleurs un podium sur le circuit de la coupe du monde, une victoire en 2016 à Boston.